# Paramagnetism

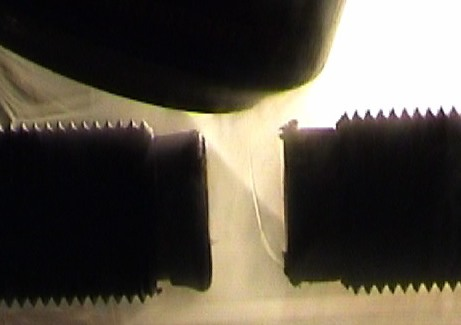
Flytande syre dras till en magnetpol.

Paramagnetism är en typ av magnetism som uppvisas av vissa ämnen. Den kännetecknas av att endast ett yttre magnetfält finns (till skillnad från ferromagnetism). Paramagnetismen är svag och riktad i samma riktning som det yttre fältet (till skillnad från diamagnetism). Paramagnetismen utforskades och beskrev av den brittiske vetenskapsmannen Michael Faraday 1845, som konstaterade att de flesta grundämnena och vissa kemiska föreningar är paramagnetiska.
Paramagnetismen förekommer hos ämnen med atomer som har ofyllda inre elektronskal.
Hos metaller bildar ledningselektronerna en elektrongas. Denna ger också upphov till en form av paramagnetism, som går under benämningen Paulis paramagnetism.
Magnetismen uppdelas i tre huvudtyper, paramagnetism, diamagnetism och ferro-, ferri- och antiferromagnetism.